# Wyrzysk (gemeente)
De gemeente Wyrzysk is een stad- en landgemeente in het Poolse woiwodschap Groot-Polen, in powiat Pilski.
De zetel van de gemeente is in Wyrzysk.
Op 30 juni 2004 telde de gemeente 14 155 inwoners.

## Oppervlakte gegevens
In 2002 bedroeg de totale oppervlakte van gemeente Wyrzysk 160,75 km², waarvan:
- agrarisch gebied: 73%
- bossen: 12%

De gemeente beslaat 12,69% van de totale oppervlakte van de powiat.

## Demografie
Stand op 30 juni 2004:
| Omschrijving                   | Totaal | Totaal | Vrouwen | Vrouwen | Mannen | Mannen |
| ------------------------------ | ------ | ------ | ------- | ------- | ------ | ------ |
| eenheid                        | aantal | %      | aantal  | %       | aantal | %      |
| inwoners                       | 14 155 | 100    | 7264    | 51,3    | 6891   | 48,7   |
| bevolkingsdichtheid (inw./km²) | 88,1   | 88,1   | 45,2    | 45,2    | 42,9   | 42,9   |

In 2002 bedroeg het gemiddelde inkomen per inwoner 1332,48 zł.

## Administratieve plaatsen (sołectwo)
Auguścin, Bąkowo, Dąbki, Dobrzyniewo, Falmierowo, Glesno, Gromadno, Karolewo-Wiernowo, Konstantynowo, Kosztowo, Kościerzyn Wielki, Młotkówko, Osiek nad Notecią, Polanowo, Ruda, Rzęszkowo, Wyrzysk Skarbowy, Żuławka.

## Overige plaatsen
Anusin, Bagdad, Gleszczonek, Klawek, Komorowo, Marynka, Masłowo, Nowe Bielawy, Ostrówek, Polinowo, Pracz, Wyciąg, Wydmuchowo, Zielona Góra, Żelazno.

## Aangrenzende gemeenten
Białośliwie, Gołańcz, Kcynia, Łobżenica, Sadki, Szamocin, Wysoka
- Virtual International Authority File: 307175033